# Chlidonias albostriatus
Il mignattino frontenera (Chlidonias albostriatus, Gray, 1845), è un uccello della sottofamiglia Sterninae nella famiglia Laridae.

## Tassonomia
Chlidonis albostriatus non ha sottospecie, è monotipica.

## Distribuzione e habitat
Vive esclusivamente in Nuova Zelanda e in alcune isole circostanti. Frequenta fiumi, ruscelli, cascate, greti ciottolosi e litorali marini; è un uccello epipelagico, si spinge cioè in mare aperto al massimo fin dove il fondale raggiunge i 200m di profondità.